# Invertierbare Garbe
Eine invertierbare Garbe ist im mathematischen Teilgebiet der Garbentheorie eine Modulgarbe über einem geringten Raum, welche bezüglich des Tensorproduktes von Modulgarben eine inverse Modulgarbe besitzt. Unter der Verallgemeinerung von Vektorbündeln durch kohärente Garben entsprechen die invertierbaren Garben genau den Geradenbündeln, für welche komplett analog bezüglich des Tensorproduktes von Vektorbündeln ein inverses Geradenbündel existiert.

## Definition
Sei {\displaystyle (X,{\mathcal {O}}_{X})} ein geringter Raum und {\displaystyle {\mathcal {F}}} eine {\displaystyle {\mathcal {O}}_{X}}-Modulgarbe. {\displaystyle {\mathcal {F}}} wird invertierbar genannt, wenn die folgenden äquivalenten Bedingungen erfüllt sind:
- Es gibt eine kohärente {\displaystyle {\mathcal {O}}_{X}}-Modulgarbe {\displaystyle {\mathcal {G}}} mit {\displaystyle {\mathcal {F}}\otimes _{{\mathcal {O}}_{X}}{\mathcal {G}}\cong {\mathcal {O}}_{X}}
- Die kanonische Abbildung {\displaystyle {\mathcal {F}}\otimes _{{\mathcal {O}}_{X}}{\mathcal {F}}^{\vee }\rightarrow {\mathcal {O}}_{X}} mit der dualen Garbe {\displaystyle {\mathcal {F}}^{\vee }={\underline {\operatorname {Hom} }}({\mathcal {F}},{\mathcal {O}}_{X})} ist ein Isomorphismus.
- Der Endofunktor {\displaystyle {\mathcal {F}}\otimes _{{\mathcal {O}}_{X}}-\colon \mathbf {Sh} (X,{\mathcal {O}}_{X})\rightarrow \mathbf {Sh} (X,{\mathcal {O}}_{X})} mit der Kategorie {\displaystyle \mathbf {Sh} (X,{\mathcal {O}}_{X})} der {\displaystyle {\mathcal {O}}_{X}}-Modulgarben ist eine Kategorienäquivalenz.

Über lokal geringten Räumen sind die invertierbaren Garben genau die lokal freien Garben ersten Ranges.

## Eigenschaften
- Tensorprodukte von invertierbaren Modulgarben sind invertierbare Modulgarben.
- Invertierbare Modulgarben über Schemata sind quasikohärent.

## Picard-Gruppe
Invertierbare Garben über einem Schema bilden eine Gruppe, die als Picardgruppe bezeichnet wird. Für ein Schema {\displaystyle (X,{\mathcal {O}}_{X})} ist diese gegeben durch die erste Garbenkohomologie:
{\displaystyle \operatorname {Pic} (X):=H^{1}(X,{\mathcal {O}}_{X}^{*}).}